# Зуєва Олександра Ігорівна
Зуєва Олександра Ігорівна (5 липня 1994) — російська синхронна плавчиня.
Чемпіонка світу з водних видів спорту 2013 року.
Чемпіонка Європи з водних видів спорту 2010 року.
Переможниця літньої Універсіади 2013 року.